# Alfred Liskow
Pour les articles homonymes, voir Liskow.
Alfred Liskow (Liskov ou Liskof) est un déserteur de l’armée allemande qui informe l’Armée rouge le 21 juin 1941 à 19 h 30 la veille du déclenchement de  l’opération Barbarossa le lendemain à l’aube.

## Biographie
Né en 1910, ouvrier dans une scierie de Kolberg en Poméranie, Alfred Liskow  était membre du parti communiste jusqu’à son interdiction en 1933 et de son organisation militaire.
Marié en 1933 à une ouvrière en couture, père d’un fils, il divorce un mois avant sa désertion, peut-être pour épargner à sa famille la répression de la Gestapo.  
Appelé sous les drapeaux en 1939, il était en juin 1941 caporal du génie du 222ème régiment de la 75ème division de la 6ème armée de la Wehrmacht stationnée près de Sokal. 

## La désertion
Dans l’après-midi du 21 juin, il apprend  de son chef, le lieutenant Schultz,  que son unité doit passer à l’offensive le lendemain. Il traverse à la nage à 20 h 30 (heure de Moscou) le Boug, rivière frontalière de l’URSS et de l’Allemagne et de l’URSS en uniforme et sans arme et se rend à 21 heures à une patrouille de gardes-frontières. 
Interrogé  le lendemain à 1 heure avec un interprète de  l’état-major du 90ème district frontalier, puis par un contre-interrogatoire à 3 h 10 à Vladimir-Volynski par un nouvel interprète, professeur d’allemand, il révèle l'imminence de l’attaque. L’information est transmise mais Staline ne réagit pas à un appel de Joukov et raccroche.
Cet interrogatoire est en cours lorsque la Wehrmacht entre en action à 4 heures.
Quatre déserteurs allemands qui avaient prévenu l’Armée Rouge de l’agression, deux le 4 juin, un le 18 et un le 21  avaient été fusillés comme provocateurs car Staline refusait de croire à l’imminence de l’attaque allemande qu’il estimait plus probable en 1942.
Sa désertion tardive lui permet d’échapper à ce sort. 
Pour sa division d'infanterie, il est  le premier mort de la Wehrmacht tombé à l'Est, ce qui n'empêche pas une enquête de la Gestapo qui dure 3 ans, le dernier interrogatoire de sa mère, contrainte de renier son fils, datant d'août 1944.

## Destin après la désertion
Envoyé à Moscou et présenté comme un héros, il est au centre d’une propagande. Des articles de La Pravda et des Izvestia du 27 juin publient son appel : 

« je viens d’une famille d’ouvriers, mes parents haïssaient Hitler et son pouvoir. L’URSS est pour nous un pays ami. Nous ne voulons pas nous battre contre le peuple soviétique. En Allemagne, il y a beaucoup de familles semblables à la mienne. »

  
Des tracts destinés aux soldats de la Wehrmacht leur exhortant de se rendre sont imprimés en son nom : 

« Le bâton d’un officier, la menace d’être fusillé obligent le soldat allemand à se battre mais il ne veut pas de cette guerre. Il aspire à la paix comme la nation allemande toute entière. »

En octobre 1941, il est chargé avec les  services de la propagande auprès des rares prisonniers allemands.
Il n’existe aucune information sur son sort après 1941. Il aurait peut-être été exécuté ou envoyé dans un camp du Goulag.